# Jonathan Franzen
Jonathan Franzen (* 17. srpna 1959) je americký romanopisec a esejista. Jeho třetí román Rozhřešení (2001) mu vynesl široký úspěch u kritiky, cenu National Book Award a nominaci na Pulitzerovu cenu. Český literární časopis A2 zařadil tento román mezi nejlepší světové prózy po roce 2000. Nejnovější Franzenův román Svoboda vyšel v roce 2010, český překlad v roce 2013. Franzen je přispěvatelem časopisu The New Yorker.

## Biografie
Franzen se narodil americkému otci a švédské matce v městě Western Springs ve státě Illinois, vyrostl na předměstí St. Louis ve státě Missouri a v roce 1981 dokončil studia na Univerzitě Swarthmore. Studoval také v Berlíně na Freie Universität Berlin a v Mnichově. Během tohoto studijního pobytu se naučil plynně německy. Po vystudování se oženil a přestěhoval do Bostonu, kde chtěl zahájit svou spisovatelskou kariéru. Tento plán mu však nevyšel, a tak se v roce 1987 přestěhoval do New York City, kde se mu podařilo udat první román The Twenty-Seventh City.
Nyní je rozvedený a žije zčásti v newyorské čtvrti Upper East Side a zčásti v městě Boulder Creek ve státě Kalifornie.

## Dílo

### Romány
- The Twenty-Seventh City (1988) – román pojednává o úpadku města St. Louis, které bylo ještě v sedmdesátých letech devatenáctého století označováno jako „čtvrté město“. Toto rozsáhlé dílo bylo vřele přijato a zajistilo Franzenovi pozici spisovatele, kterého je hodno sledovat.

- Strong Motion (1992) – dílo se soustředí na dysfunkční rodinu a používá seismických otřesů na východním pobřeží USA jako metafor pro otřesy, které se v rodině odehrávají.

- The Corrections (2001, česky Rozhřešení 2004) – tento sociálně kritický román sklidil úspěch u americké kritiky, obdržel cenu National Book Award (v roce 2001) a James Tait Black Memorial Prize (2002) a byl v roce 2002 finalistou Pulitzerovy ceny. Rozsáhlý román zachycuje obyčejný rok v životě obyčejné rodiny, a právě to je na této knize neobyčejné. Autor spojuje drobnokresbu lidských osudů s velkolepým obrazem globalizované společnosti, jejíž absurditu komentuje s cynismem a ironií. Rozhřešení je tragikomický, krutě realistický a temně humorný příběh o složitých mezilidských vztazích v moderní době, o střetu generací a hledání identity a Jonathan Franzen se v něm projevil jako jeden z nejpozoruhodnějších amerických prozaiků.

- Freedom (2010, česky Svoboda 2013) – román odkrývá složité a problematické vztahy americké rodiny Berglundových a jejich blízkých. Sleduje jejich osudy na konci dvacátého století a končí v období nástupu prezidenta Obamy.
- Purity (2015, česky Purity 2017, nakladatelství Kniha Zlín)

### Další dílo
- How to Be Alone (2002) - sbírka čtrnácti esejů, které dříve vyšly v amerických časopisech The New Yorker, Harper's Magazine, Details a Graywolf Forum.
- Discomfort Zone (2006) - memoáry o životě na americkém středozápadě.
- Farther Away (2012) - sbírka esejů.

### Překlady
- Spring Awakening (2007) - překlad hry Frühlings Erwachen německého dramatika Franka Wedekinda.
- The Kraus Project (2013) - anotovaný překlad vybraných esejů Karla Krause.